# Aşağıdere, Beytüşşebap
Aşağıdere là một xã thuộc huyện Beytüşşebap, tỉnh Şırnak, Thổ Nhĩ Kỳ. Dân số thời điểm năm 2011 là 645 người.